# 清华园站
清华园站是京包铁路上的一座鐵路站，位于北京市海淀区境内。原站始建于1910年，因清华大学向东扩张，1960年清华园站向东南搬迁，最后于2016年11月1日停运。停运前有往来于北京北——承德间的4471/2次列车、北京市郊铁路S2线的部分列车停靠。

## 历史

### 规划与建站
清华园车站的规划始于1905年。1905年4月，清政府批准建设京张铁路，任命詹天佑为京张铁路会办兼总工程师。同年5月，詹天佑一行从丰台出发，经西直门沿着大路前往张家口，进行京张铁路的线路初测。詹天佑5月12日的日记中写道：
大约在19测站以西，有几处大村镇，如大石桥、城府等等，因此，这里需要一座小车站。
1909年7月，京张铁路建成。同年，为建造游美肄业馆，外务部选址清华园。京张铁路是外务部为游美肄业馆选址清华园的关键因素。其9月28日的奏稿写道：
……现在应即赶速筹建肄业馆……查有西直门外成府东北清华园旧址一区，方广约四百余亩，尚存房屋数十间，卉木萧疏，泉流映带，清爽高旷，于卫生最为合宜，且与京张铁道路线距离仅有半里，往来亦称利便……
1910年，为提高铁路运力，清廷在京西增设了五座车站，其中清华园车站由詹天佑亲自督建，是一个标准化三等站房。1911年2月，游美肄业馆改称清华学堂。清华学堂的重要地位促进了清华园车站的确立。1922年《中华国有铁路旅行指南》记载：
清华园站距北京西直门站十里，站之附近，昔时均园囿圣地，因清宣统二年，就清华园旧址，改建清华学校，特设此站，校内规模完备，斋舍整齐，有马路直抵站台。
清华园车站最早的站址位于三才堂村，即今清华大学东门以南，成府路与中关村东路的十字路口西南角、清华园铁路住宅居民小区里。虽该村已不复存在，但附近仍保留着三才堂路。

### 帮助清华师生进出北京城
清华园车站虽离三山五园近，但早期并未作为旅行线路。1922年《中华国有铁路旅行指南》记载：
由本站赴万寿山及玉泉山等处最近，惟无车马通行，若由西直门前往，则马路直达，并有高粱河可行扁舟……
清华园站便于让清华师生进出北京城。1919年4月6日，欧美同学会年会在清华园召开，当时铁路有特备专车运送蔡元培、张伯苓、胡适等中外代表。另据1930年《国立清华大学第二级毕业纪念册》调查，约有70%的学生会选择坐火车进城：
每端都要步行二里路，方能达到目的地……车资是一角……坐清华园西直门间的火车是顶便宜的代步法
清华园车站见证了抗日战争的历史。1933年，张学良委托清华大学制作防毒面具，顾毓琇带领师生研发出适应严寒气候的防毒面具，将椰子壳从清华园车站运入作为原材料。1935年冬，傅作义因意制防毒面具低温失效，委托清华制作一万套，后于1936年由顾毓琇送往绥远抗日前线。后朱自清等也从清华园站出发赴绥远慰问，写成《绥行纪略》：
十八日奉教职员公会会长冯芝生先生之命，携带同仁捐款二千元，前往绥远及平地泉慰劳前方抗战将士。晚六时许，在清华园站上车，偕行者有学生自治会代表王达仁先生，燕大 中国教职员会代表梅贻宝先生，学生会代表朱焘谱先生，新闻学系同学王若兰女士……
1936年冬，顾毓琇等人躲过日军特务，将图书、仪器从清华园车站运出北平。1945年9月8日，因日本投降，校长梅贻琦命留守北平的张子高教授接收校舍校产，同时也“运清华园车站旁之秽水管……请日方派兵运清华园车站之泥沙”。

### 进京赶考的第一站
1949年3月25日，毛泽东、刘少奇、周恩来、朱德、任弼时等中共领导人随中共中央由西柏坡迁到北平。他们在涿州乘上了铁路专列，由于前门车站一带特务活动猖獗，当日上午他们便临时决定在清华园车站下车，乘车去颐和园休息后下午再去西苑机场阅兵。

开国大典时，清华学生几乎全体前往，清华园火车站特开“清华园专列”送师生进城游行。1951年毕业生何其盛回忆：
10月1日大清早，参加开国大典的师生们来到大操场集合，出南校门到清华园火车站乘专列进城。下车后，马约翰等领队走在最前头，接着是军乐队，然后是各院系的队伍……（盛典晚上9点结束后）我们继续走过西四、护国寺、新街口，直奔西直门火车站，等候专列回清华园。
后专列进城成为惯例，直至六十年代。每年五一和十一，清华学生都会去天安门参加游行庆祝。他们从清华南门走到清华园站上车，在西直门站下车，到平安里某中学休整，之后往南经西四转东四到东单和其它队伍集结进入长安街。

### 大学东扩，站台迁址
50年代时，清华大学计划东扩，但京张铁路将学校划分成为东区和西区，而“清华园里跑火车”阻碍了大学发展。1958年入学的梁肃回忆，因教室在西区，住东区的他每天要多次穿过铁道，有时还要等火车经过，非常麻烦。
1955年，清华大学校长蒋南翔开始协调解决方案。铁路部门始回复“附近皆系文教区，无处可移”，蒋南翔前后写信给铁道部副部长武竞天和高教部副部长刘皑风，反复拉扯后终于决定将清华附近的铁路线向东移动，移动线路总长度约5公里。1958年，清华大学东墙向东平均扩展800米，即从今清华园南北主干路（学堂路）移到现与地铁13号线平行的荷清路。线路迁移工程于1960年3月底完成，新老铁路线间预留的空间为清华大学东区的发展铺平了道路。扩展出的校园里盖起了中央主楼、东主楼、西主楼、东操场等教学设施。
因线路东迁，京包铁路的清华园站也搬到四环路南侧，北京航空航天大学西门外新址，继续承担铁路客运业务。原清华园车站只单独作为货场，不再载客，直到1980年代停用。再后来，老车站变成了被拆毁得面目全非的大杂院出租屋。

### 扩建

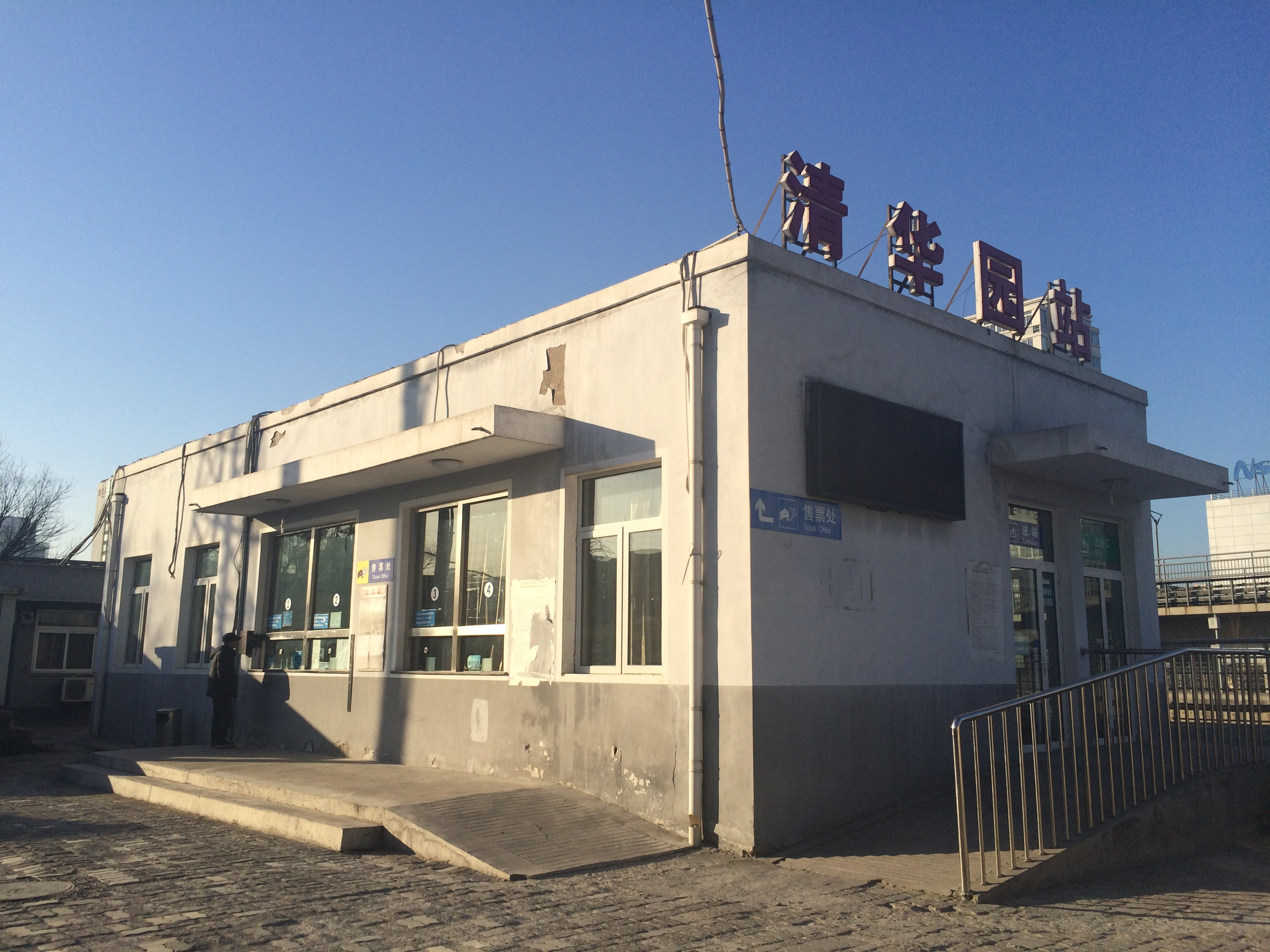
车站第三代站房

为了让游客在2008年北京奥运会期间更方便快捷地前往八达岭长城等景区，自2008年8月6日起，北京市郊铁路S2线开通运营，列车沿途交替停靠清华园、清河、昌平、南口、八达岭等车站，同时车站站台改建为高站台。2011年7月1日，S2线降价增开后车票改为S2线定额专用客票，运行中不分一、二等座，乘坐两站及以上每人次6元，乘坐一站每人次5元。S2线清华园-北京北以及清华园-清河票价人民币5元，前往本线其他站点票价人民币6元。 
2012年1月4日起，清华园站新候车室投入使用，新站舍为砖混结构，替代了原有的简易板房，乘客候车条件大为改善。

### 停运

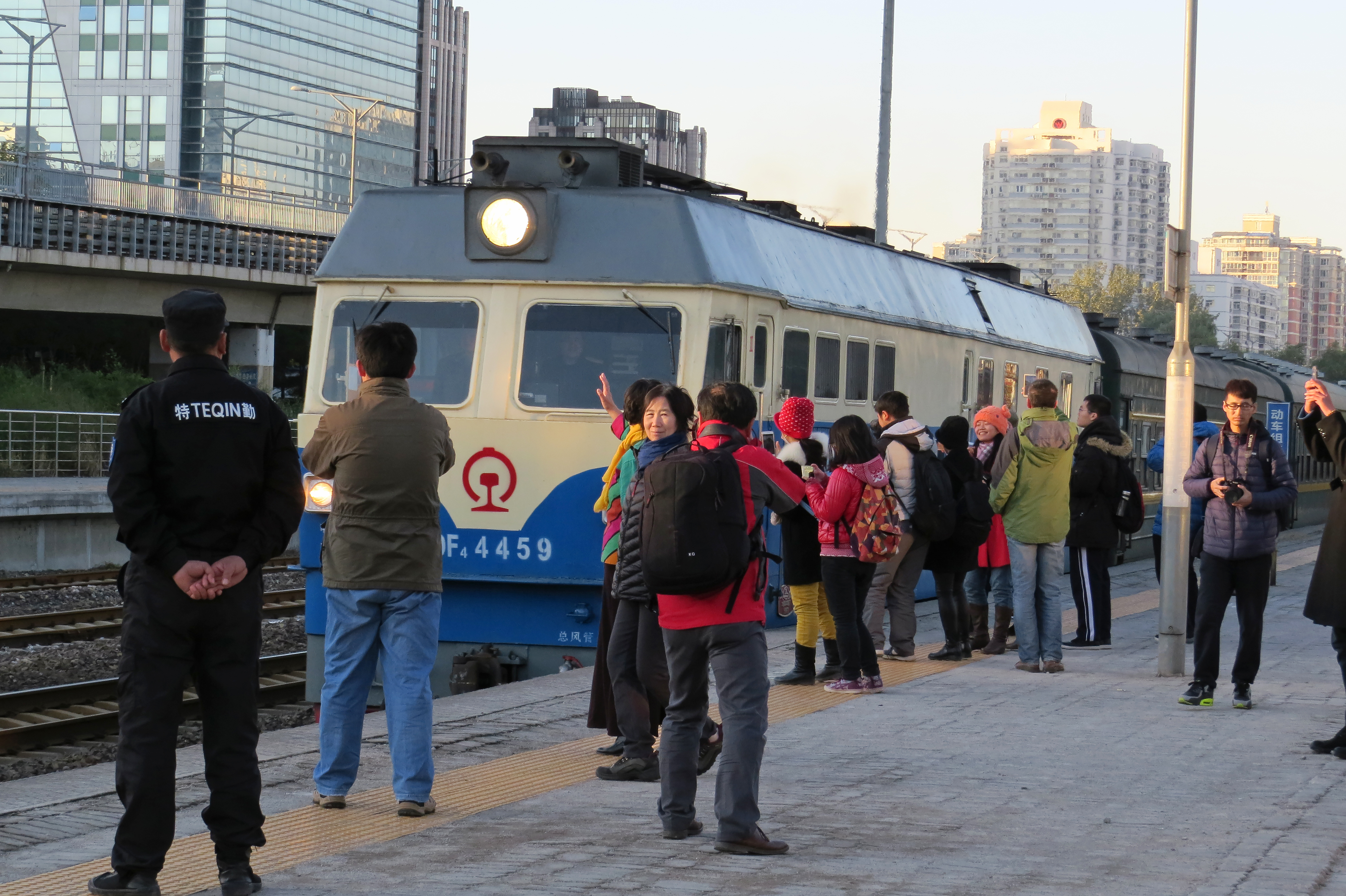
清华园站接发的最后一班4472次列车进站

2016年，为配合京张城际铁路位于北京城区内清华园隧道的施工，清华园在10月31日之后撤销关闭。
清华园站的售票业务于10月28日下午二时停止办理。而在清华园站停运的消息发布后，大量北京市民和来自全中国各地的铁道迷蜂拥至清华园车站以留下最后的纪念。停靠清华园站的最后一班非市郊列车，即10月31日开往北京北站方向的4472次列车车票早在半个月前（10月17日开售当天）便告售罄；尽管没有买到车票，但依旧有很多乘客选择来到车站拍照留念，更有部分乘客在清华园站乘坐这一末班列车并上车补票。10月31日22时53分，清华园车站停靠的最后一班列车S232次列车进站。22时55分列车开出后，清华园站站长关闭了站灯并锁上了通往站台的门，清华园站正式停运。
清华园站关闭后，车站内的股道将会拆除以腾出场地安装盾构机，但是车站站房将会保留；而车站的大部分职工将会被调配至黄土店临时车站负责客运业务。
清华园站现已被改造成京张铁路遗址公园的一部分，并有一台东方红2型内燃机车被移到第三代站房西北侧展示。

## 站房建筑

### 初代站房

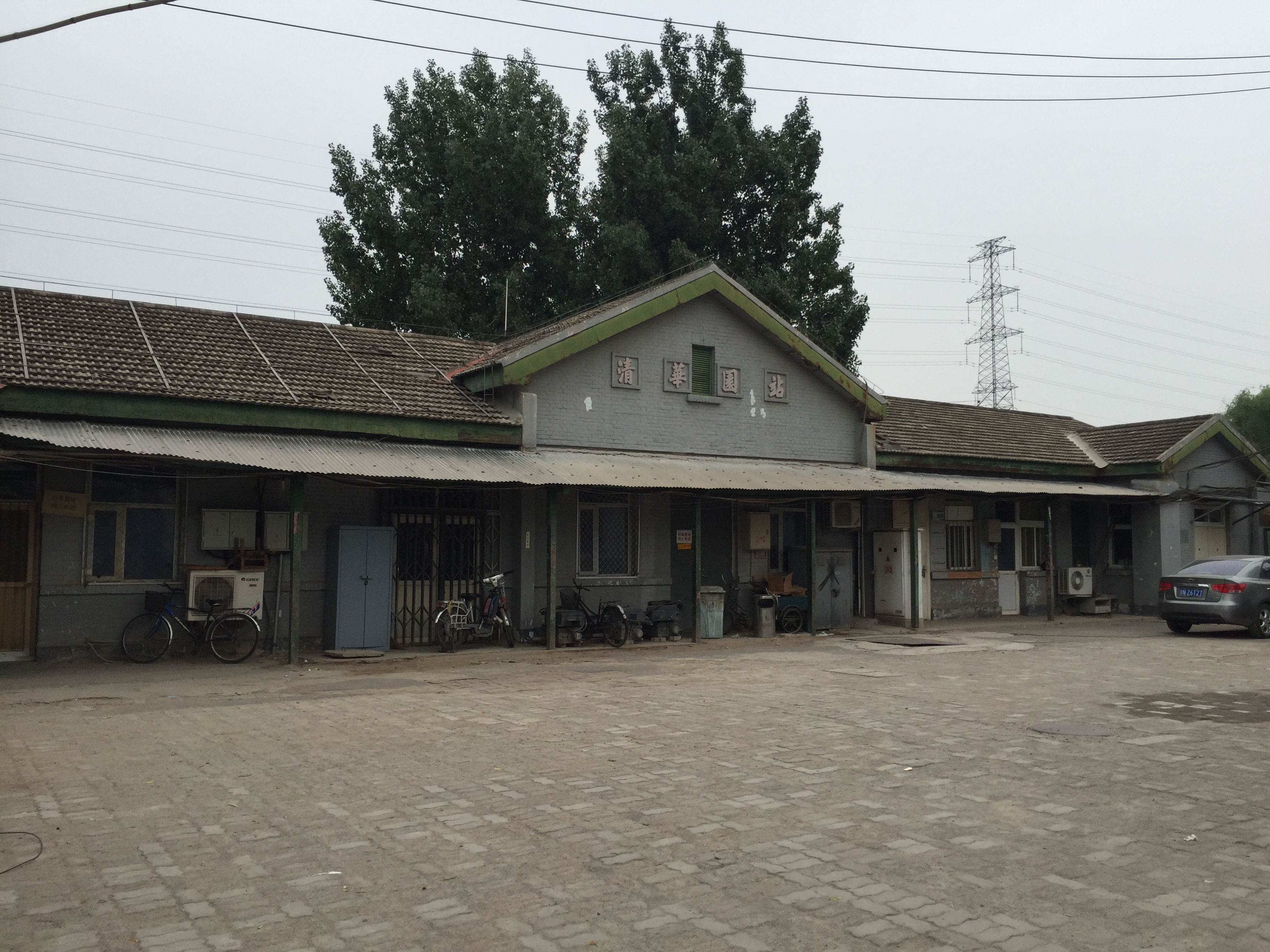
车站第二代建筑，位于第三代站房的东侧

清华园车站初代站房建于1910年，在原京张铁路第五道口东南方向约150米，是京张铁路上一个标准化三等站房。风格中西合璧，砖木结构，坐西朝东，平行于东侧的京张铁路，面积290余平方米，为外廊式单层建筑。建筑以入口为轴左右对称，共五开间，中间三跨为圆拱门，两侧开间为拱窗；硬山顶铁皮瓦，有天窗；车站外墙为清水墙，女儿墙则为城墙雉堞状。
车站主入口嵌着有詹天佑手书之“清华园车站”匾额，匾额左上方是小号字体的“詹天佑书”，右侧落款“宣统二年冬季”，匾额下部为省略送气符号的威妥玛拼音“CHINGHUAYUAN”。匾额字迹清晰，保存完好。在建设詹天佑纪念馆时，曾有人建议取下此匾额并移至馆内，后因为各种原因未能实现。
京包铁路迁移后，这里结束了客运历史，只作为货运站，主要给学院路单位供给煤和油。直到上世纪80年代末，火车站成为铁路职工的宿舍，贵宾室和办公室被拆。到了2010年代，清华园站的北侧一半已经被拆除，露出些凹凸不平的砖块，保留完整的两面墙上的三个拱形门，也都已经加砌红砖，安装了铁皮防盗门。然而车站依然最大限度地保持了清代车站的建筑原貌，堪称京张铁路车站的活化石。后车站旧址被出租，在2016年时火车站站内有4至5家住户，其中一部分已租住十余年，而产权单位则依然是北京铁路局。
该站房的命运在2020年代迎来了转机。2021年，作为毛泽东等国家领导1949年在北京落脚的第一站，清华园站初代站房被列为北京市首批不可移动革命文物，其修缮保护项目于2022年启动。清华园站站房的修缮遵从“忠于现状”的原则，没有重建已被拆除的宾室和办公室，但把所有居民后建的、不是文物本体的部分都进行了拆除，随后对结构进行了加固，再把砖块缺失的地方进行补齐和局部填色，还原了早期的红色门窗以及售票台。2023年2月，车站升级为北京市文物保护单位，同年3月25日（毛泽东率领中共中央机关进驻北平74周年当天），修复后的清华园站老站房以《走向新中国的步伐——中共中央“进京赶考之路”清华园车站专题展览》展厅的形式向公众开放参观。

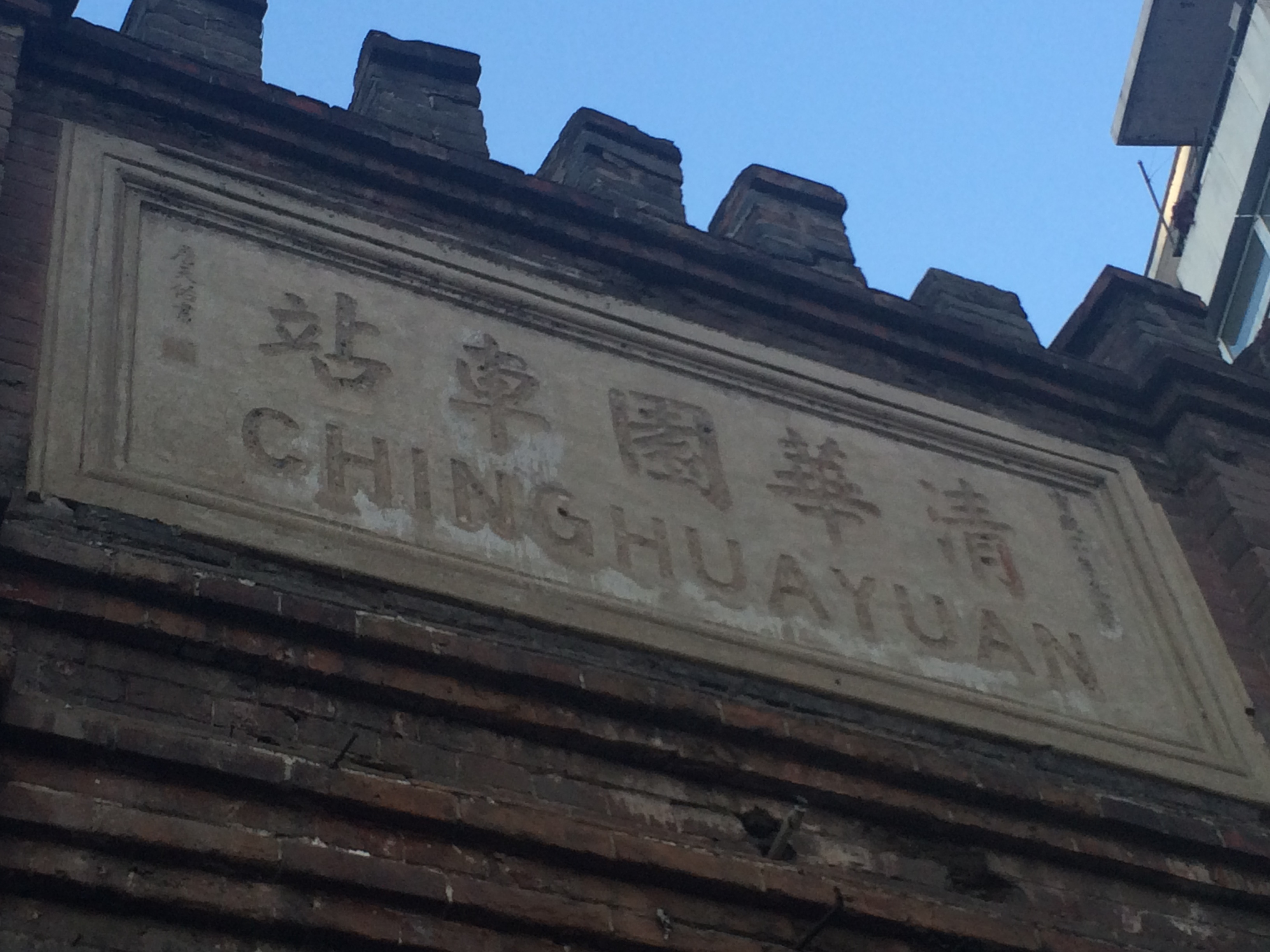
清华园站初代站房匾额
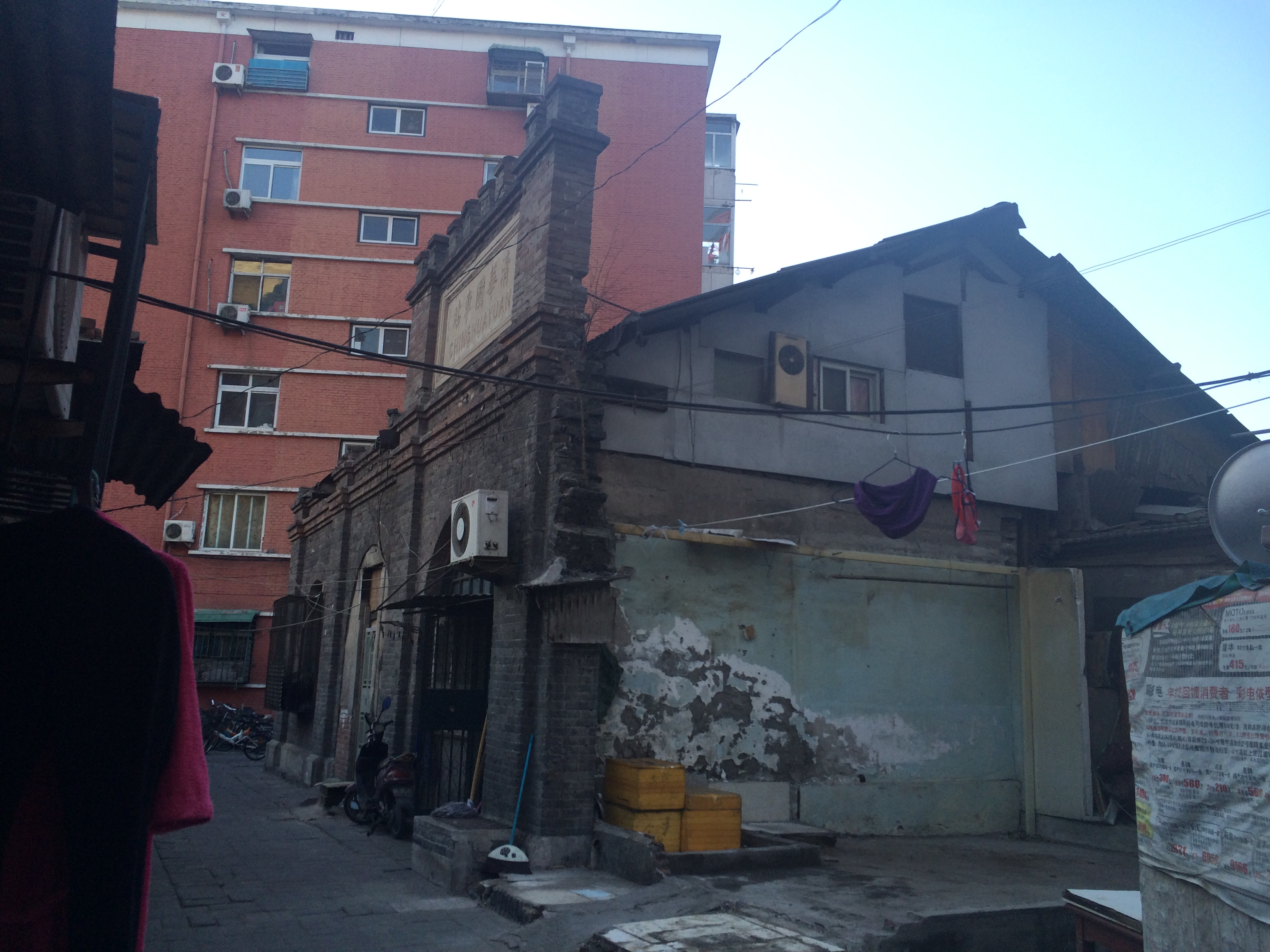
2014年时的清华园站初代站房，站房右侧已经拆除
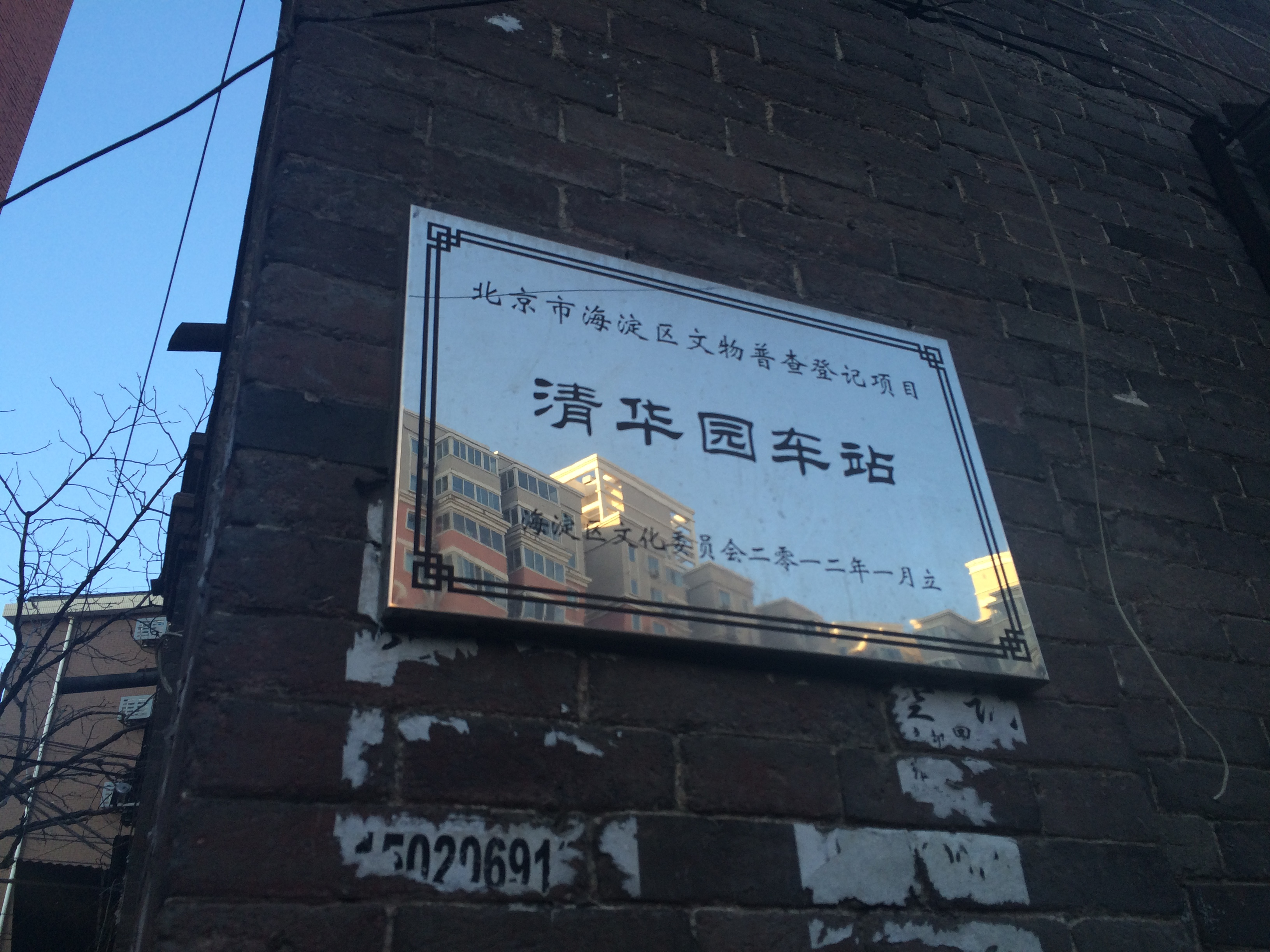
清华园站文物保护铭牌
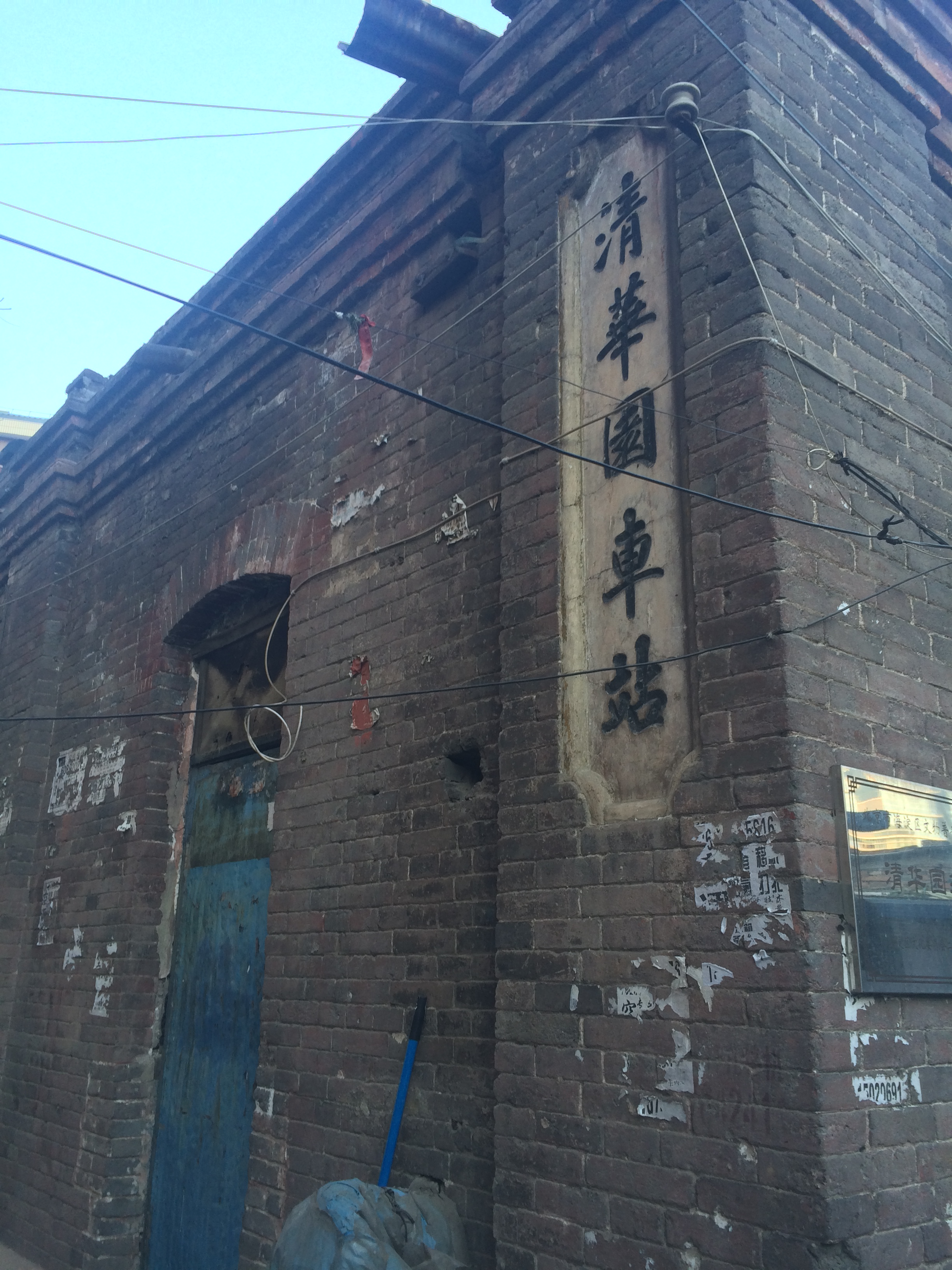
清华园站侧面站名牌，京包铁路沿途各站均有相似的站名牌
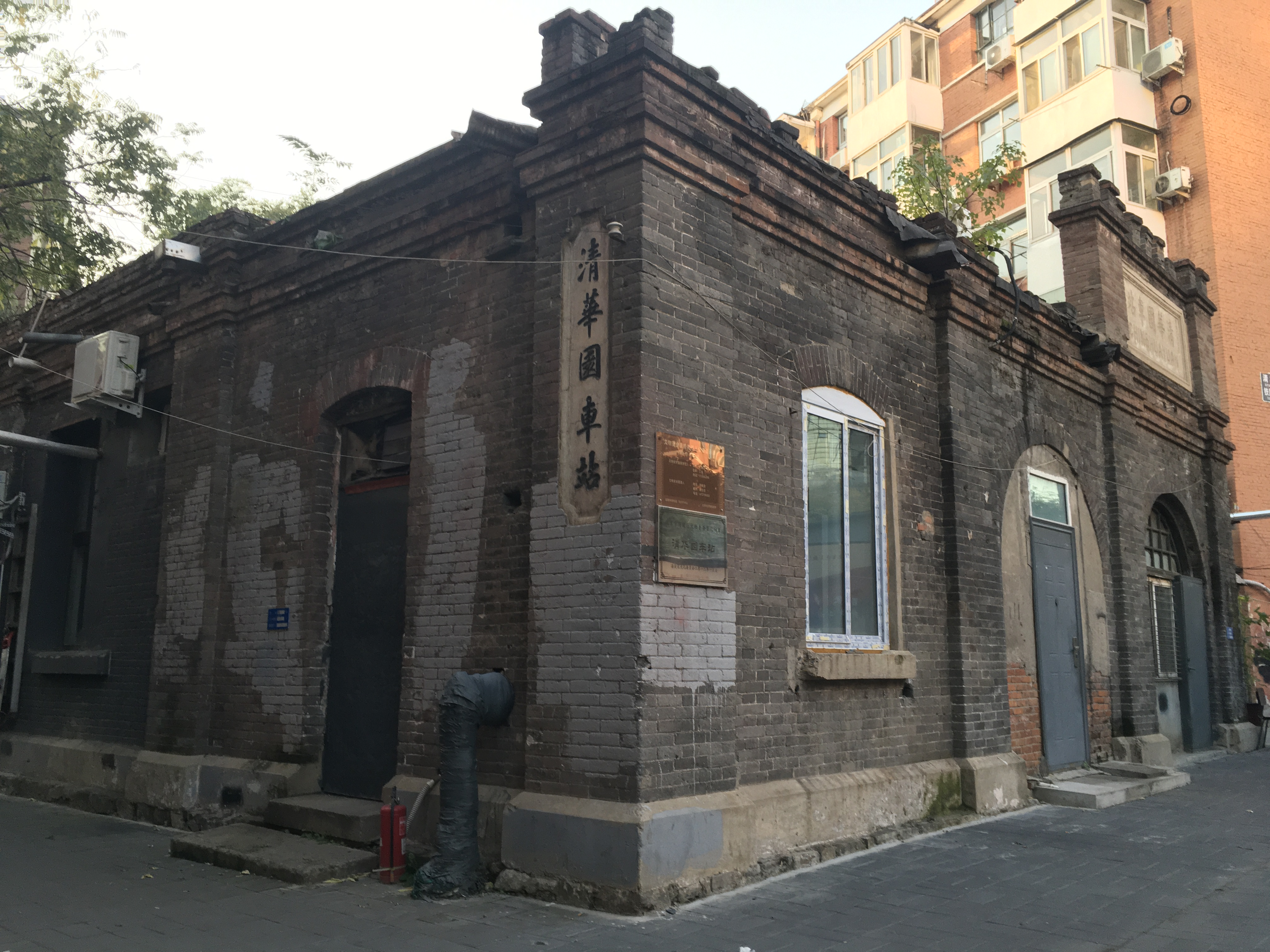
修缮保护前的清华园站初代站房
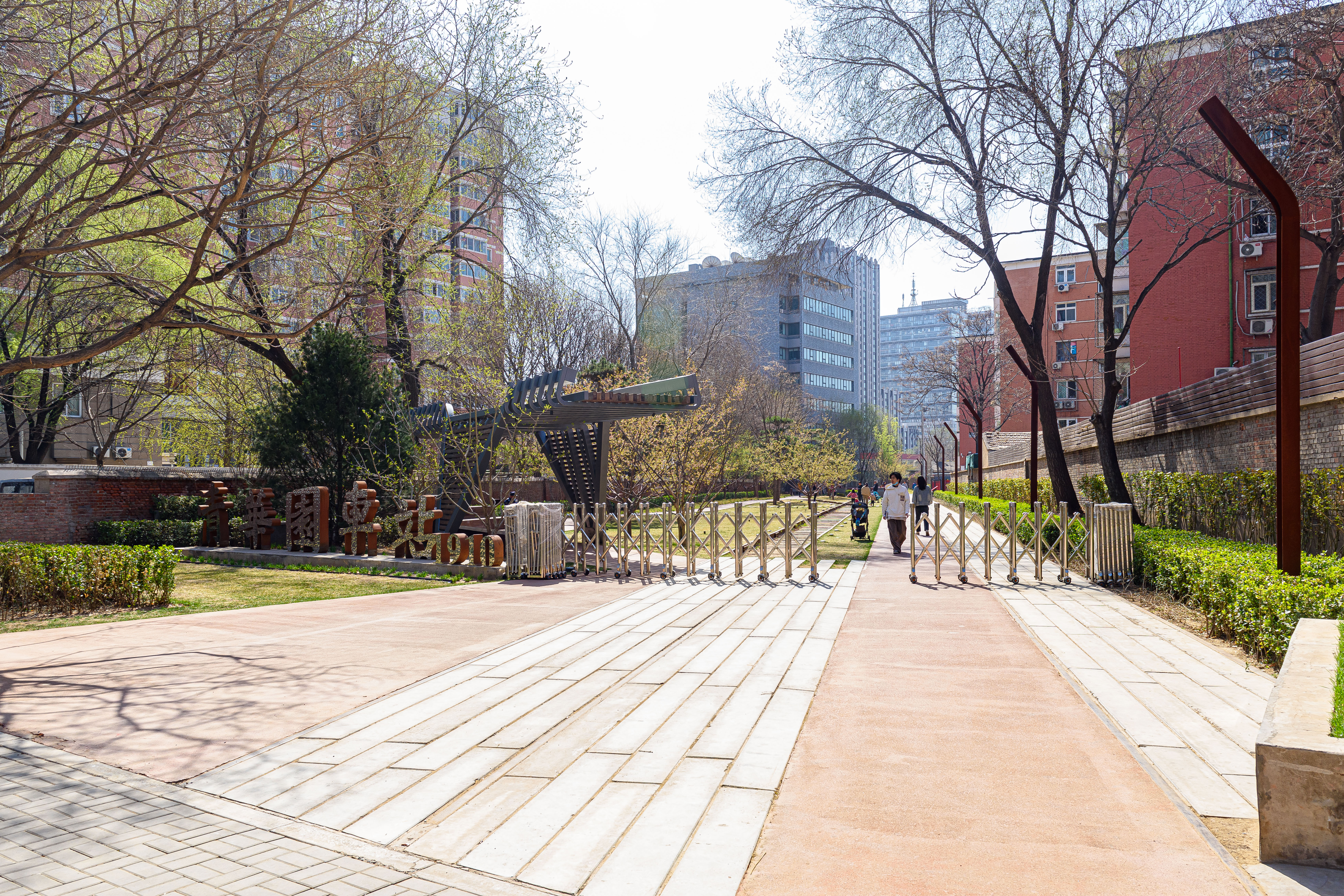
2023年修缮工程完成后成府路南侧新开的清华园站旧址公园正门

### 第二、三代站房
第二代站房为京包线迁移后所建，位置由五道口附近搬遷到了以南一公里多的柏颜庄、五道口村附近，在第三代站房建好之前为车站候车室、售票室等。第三代站房建好后为车站工作区，旅客难以进入。第三代站房建成于2012年1月4日，站房内提供售票、候车服务。

## 车站结构
清华园车站有两个侧式站台分列于四条股道两侧，站房位于站场东侧，而车站西侧是北京地铁13号线路轨。
| 侧式站台 |                                           |
| 1站台    | 京包铁路 往北京北方向                     |
| 通过线   | 京包铁路列车通过线                        |
| 侧线     | 京包铁路                                  |
| 2站台    | 京包铁路 往包头、延庆、沙城方向（清河站） |
| 岛式站台 |                                           |

## 车次
清华园站于2016年11月1日关闭，停运前有北京北-承德的4471/2/3/4次和部分北京市郊铁路S2线列车停靠。

## 周边

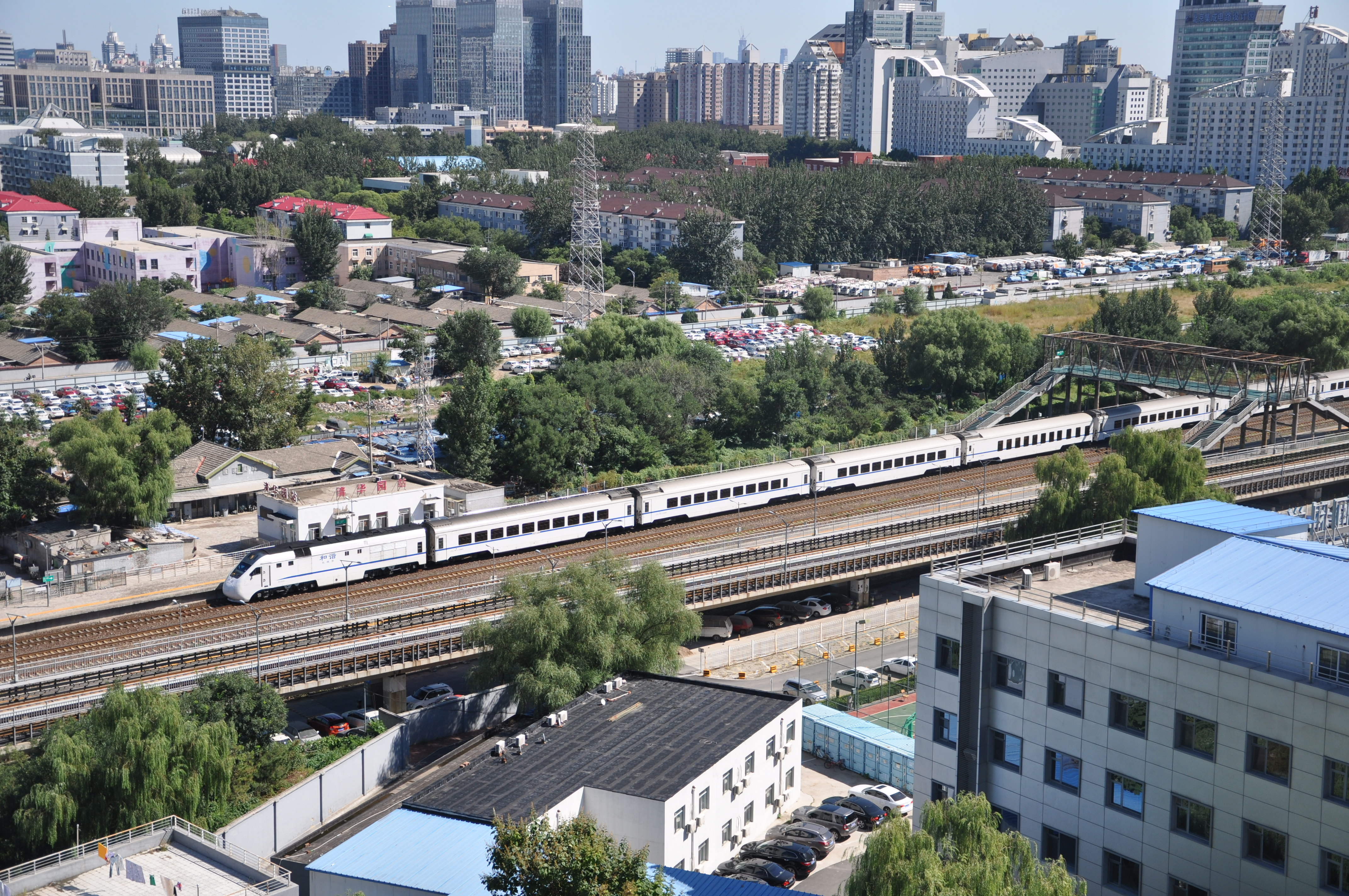
清华园车站以及周围俯瞰

### 接驳交通
清华园站南侧不远是北京地铁13号线和10号线的知春路站。北侧紧邻北四环。但由于本站在当年尚在运营之时位于城中村之中，故除附近居民以及铁路迷之外，知名度较小。距该站最近的公交车站为大运村路北口站。

## 相关图片

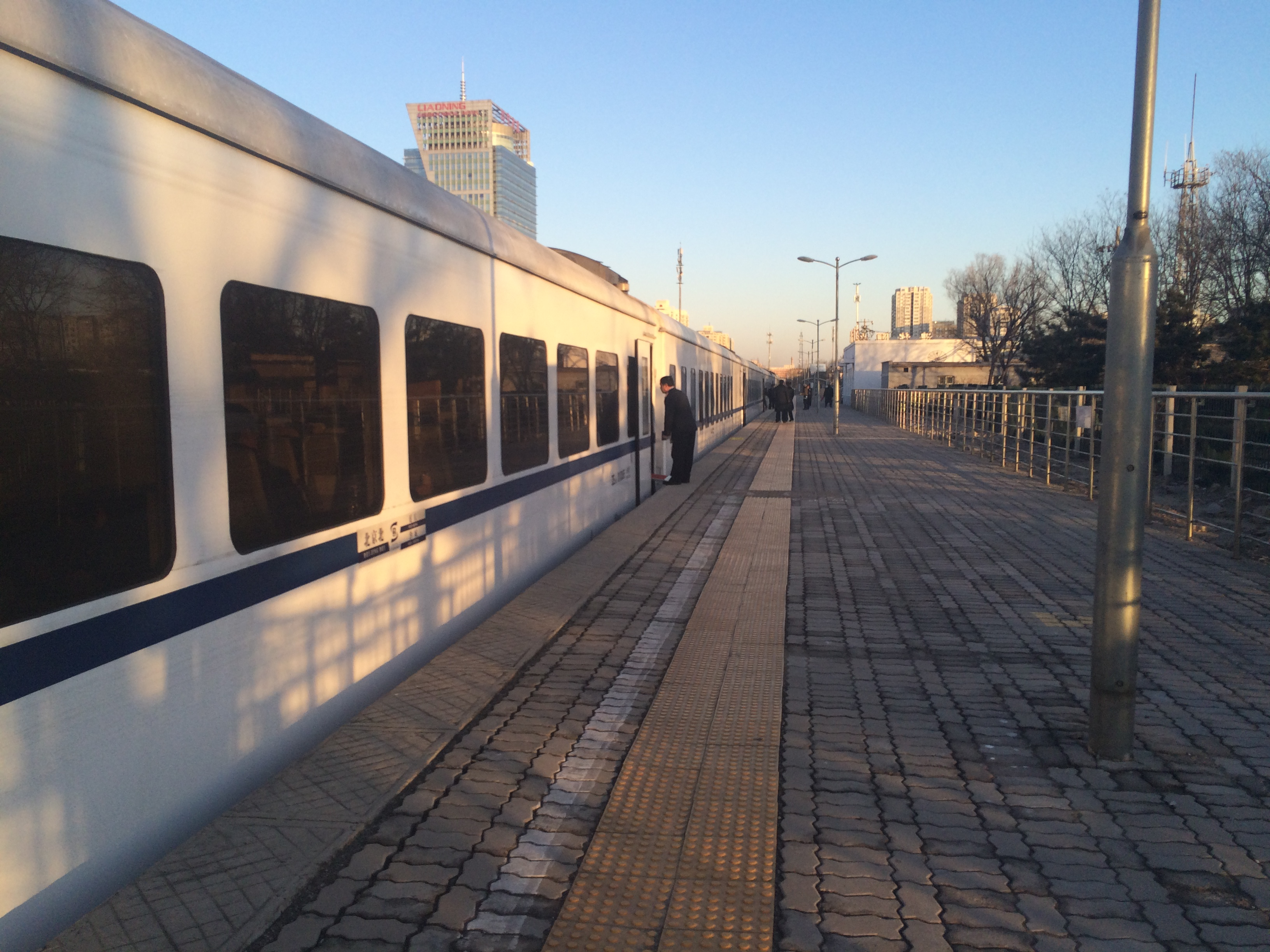
市郊铁路S287次列车停靠在清华园站一站台
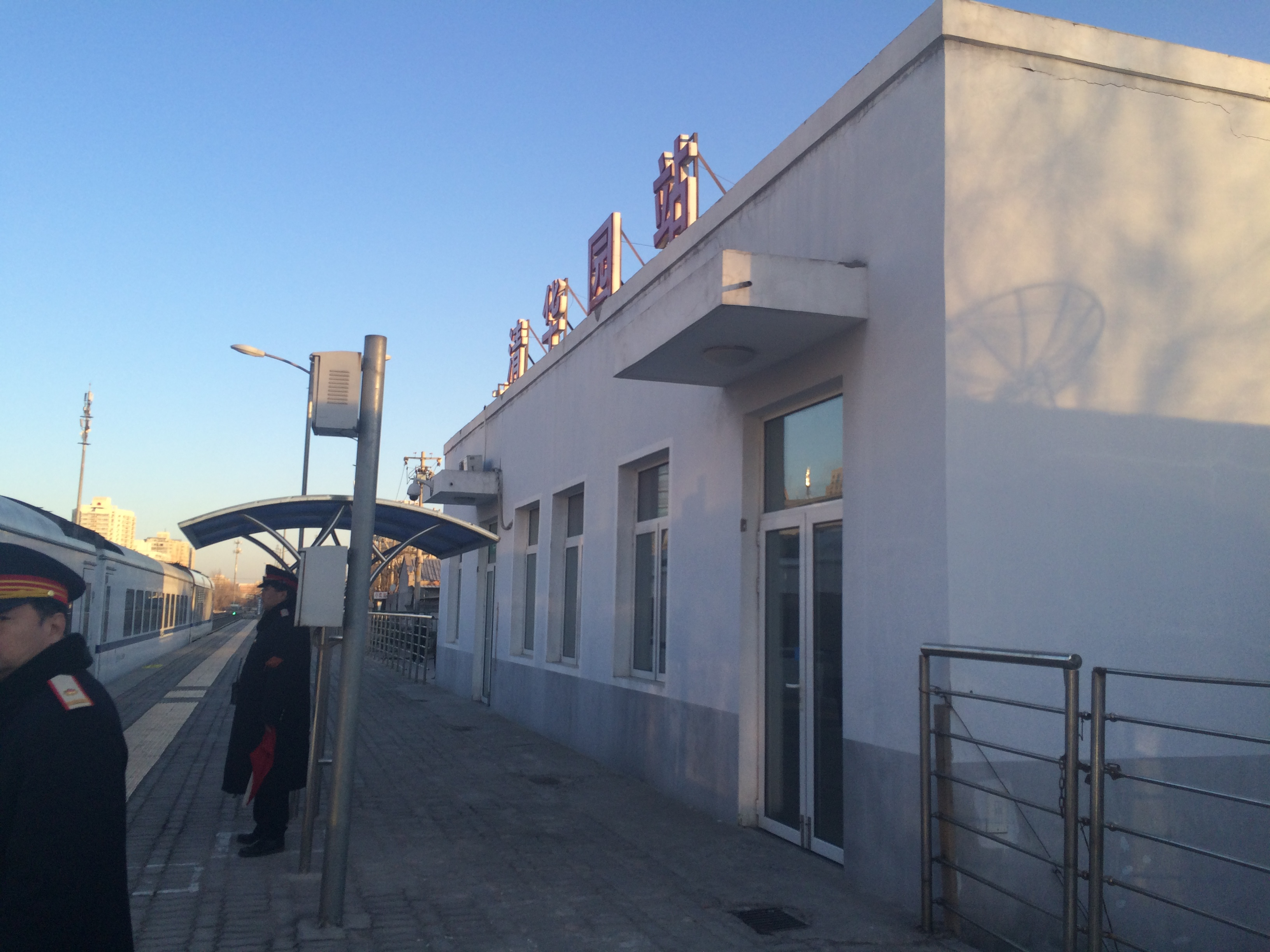
清华园站一站台
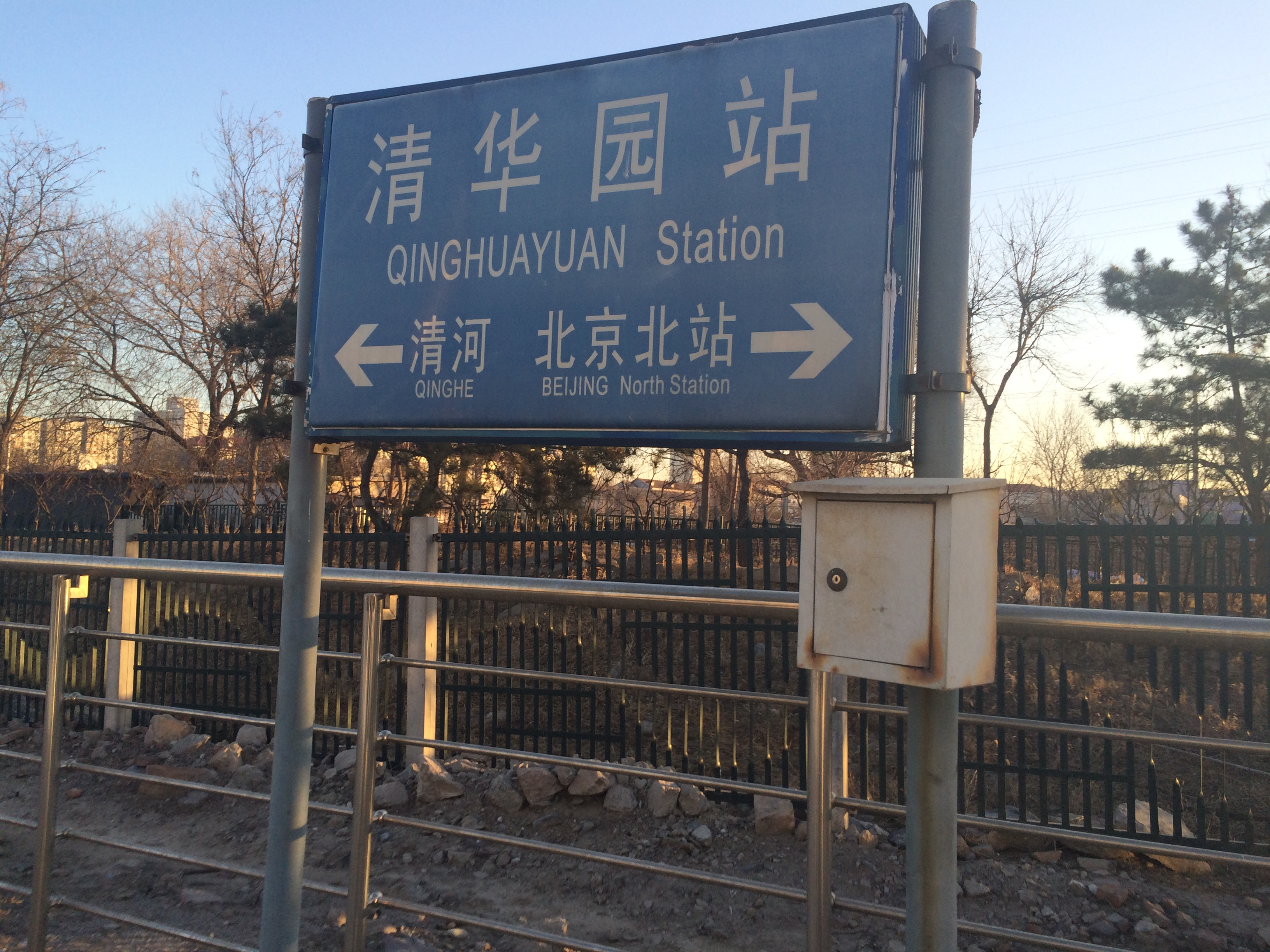
清华园站站牌
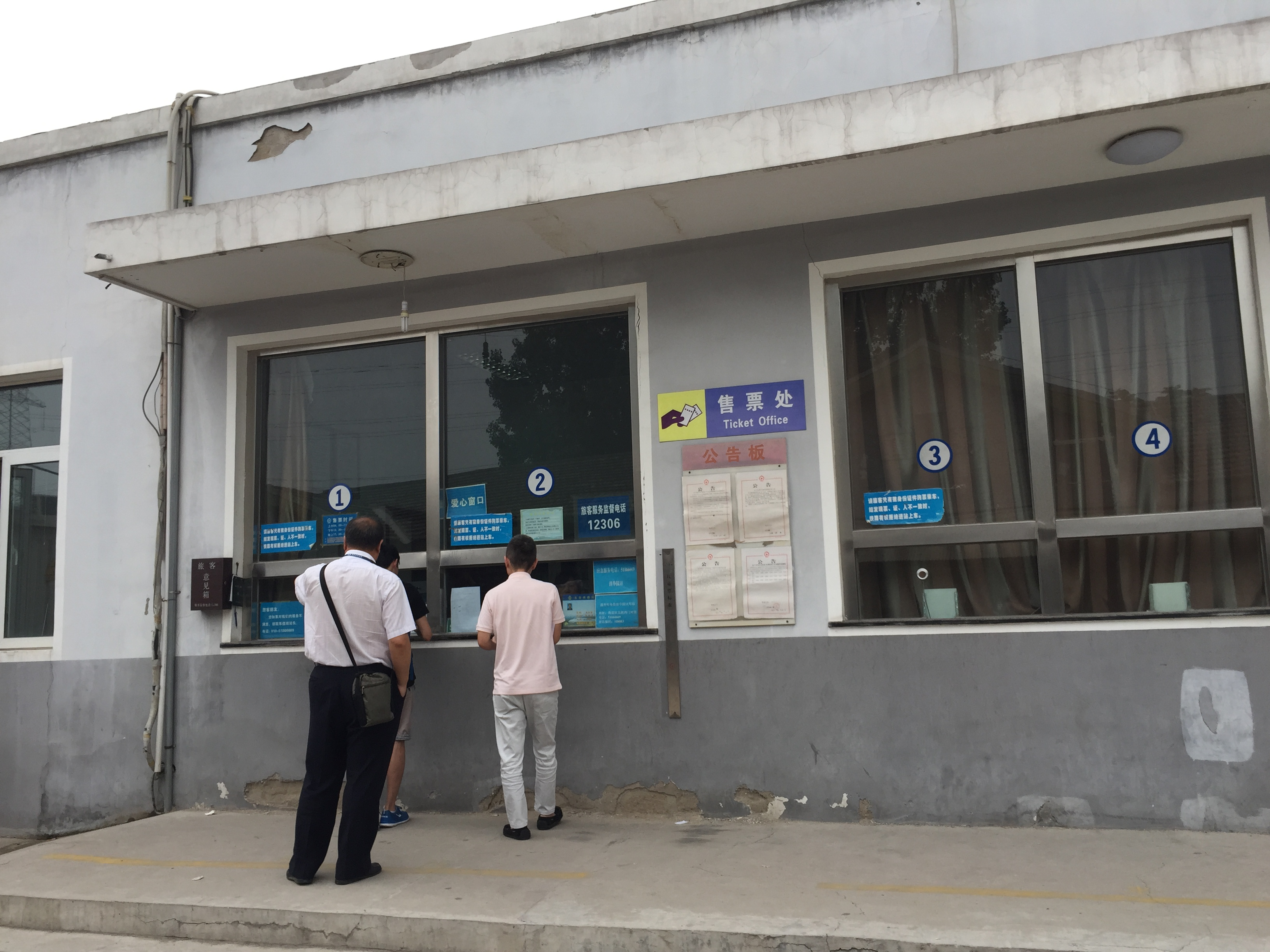
清华园站售票处
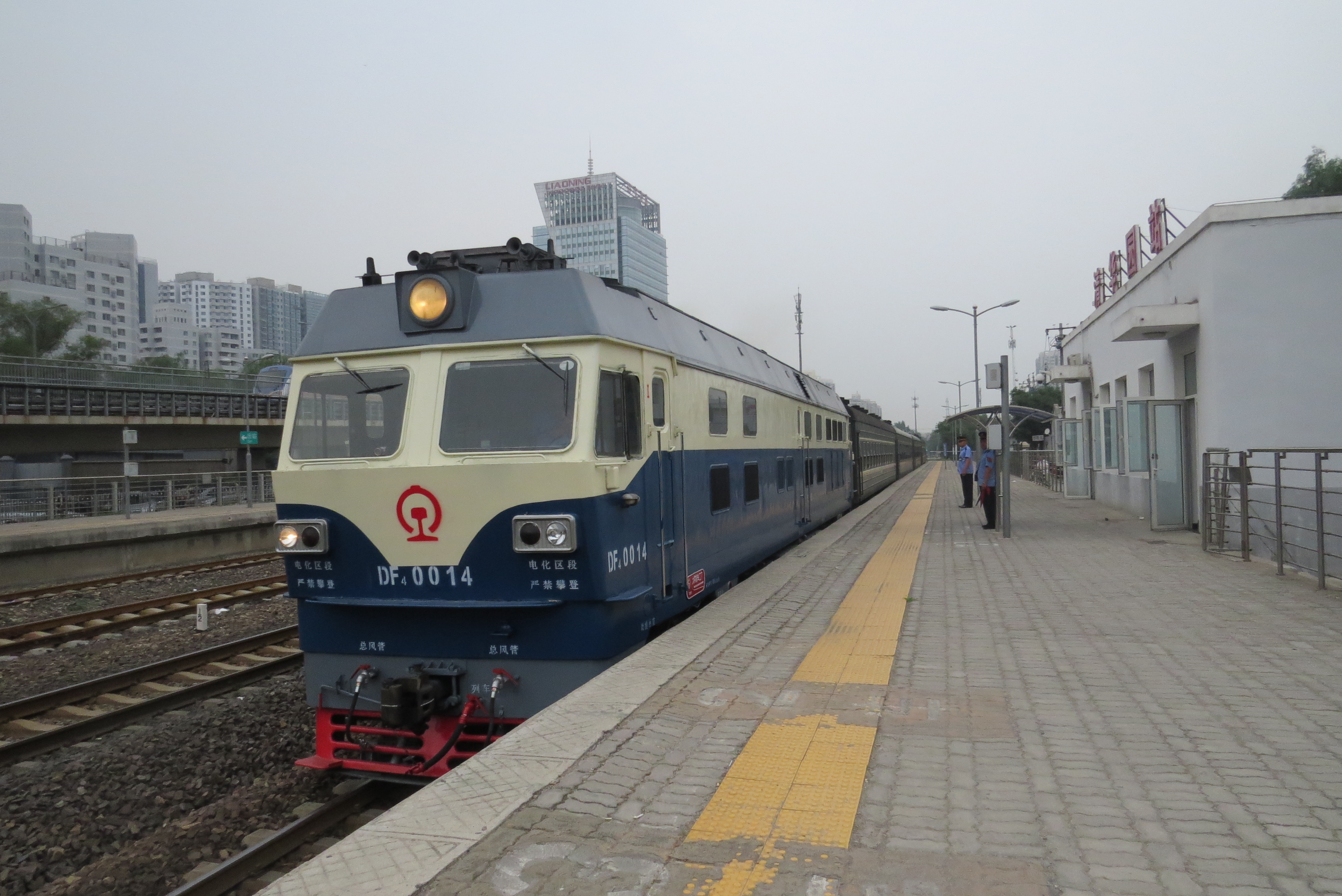
东风4C型柴油机车牵引4472次列车驶入清华园站
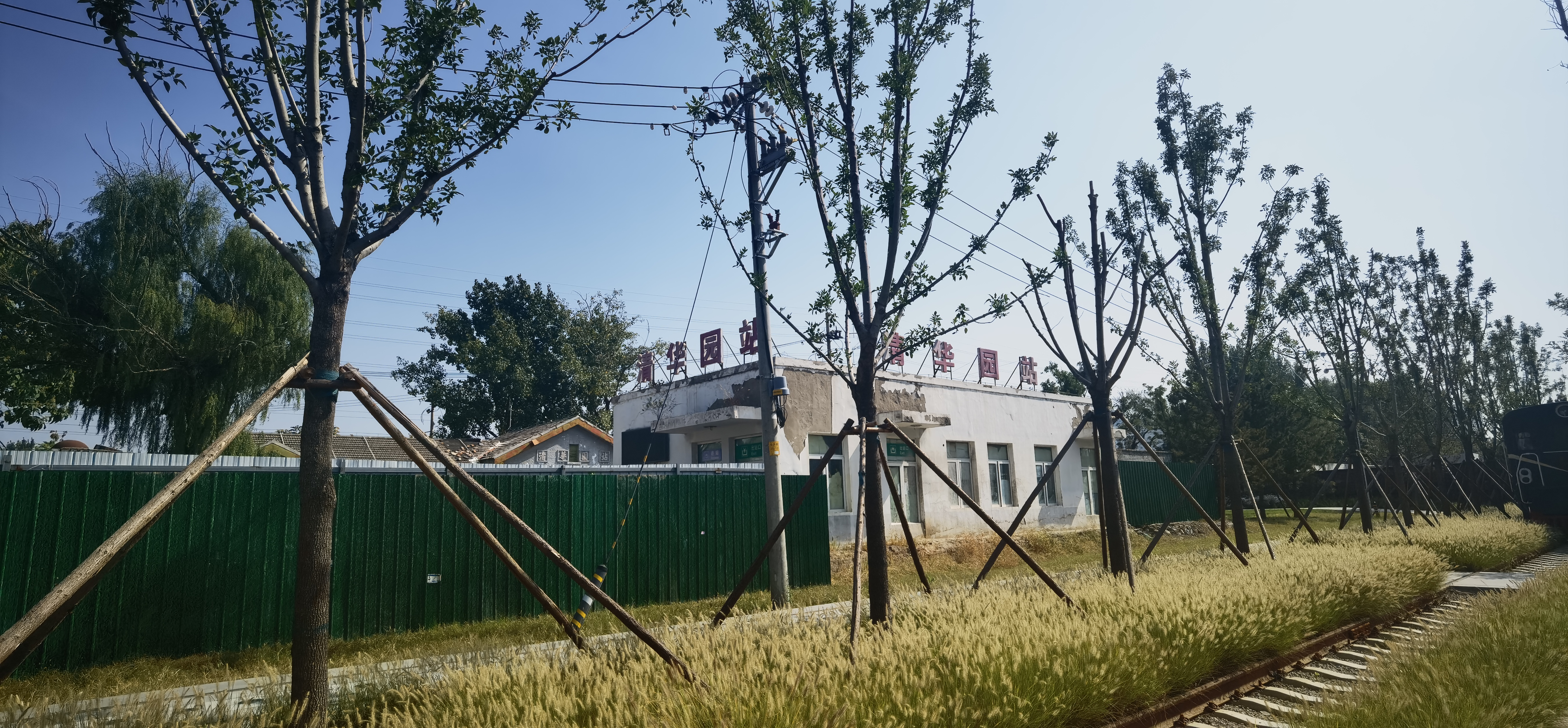
2023年，在京张铁路公园的清华园站第二，三代站房，已被封门保护